# Station Delden
Station Delden is een station in de Nederlandse stad Delden (gemeente Hof van Twente) in de provincie Overijssel. Het station is een Waterstaatstation van de vierde klasse en is een van de vijftien stations die ooit in deze klasse is gebouwd.

## Geschiedenis
Het station werd geopend op 1 november 1865.

## Gebouw
Het stationsgebouw is van het standaardtype SS 4e klasse en is ontworpen door de ingenieur Karel Hendrik van Brederode. In 1904 is aan de rechterzijde een vleugel aangebouwd. 

## Ligging
Het station ligt aan de enkelsporige Spoorlijn Zutphen - Hengelo tussen Station Goor en Station Hengelo Gezondheidspark in de gemeente Hof van Twente. Bij station Delden kunnen treinen elkaar passeren. Een bijzonderheid hierbij is dat de treinen ter hoogte van het station links rijden.

## Bediening
Per richting stoppen er twee treinen per uur. In de dienstregeling 2025 wordt het station door de volgende treinserie bediend:
| Serie       | Treinsoort         | Route                                  | Bijzonderheden          |
| ----------- | ------------------ | -------------------------------------- | ----------------------- |
| 31200 RS 24 | Stoptrein (Arriva) | Zutphen – Delden – Hengelo – Oldenzaal | Onderdeel van Blauwnet. |

## Foto's

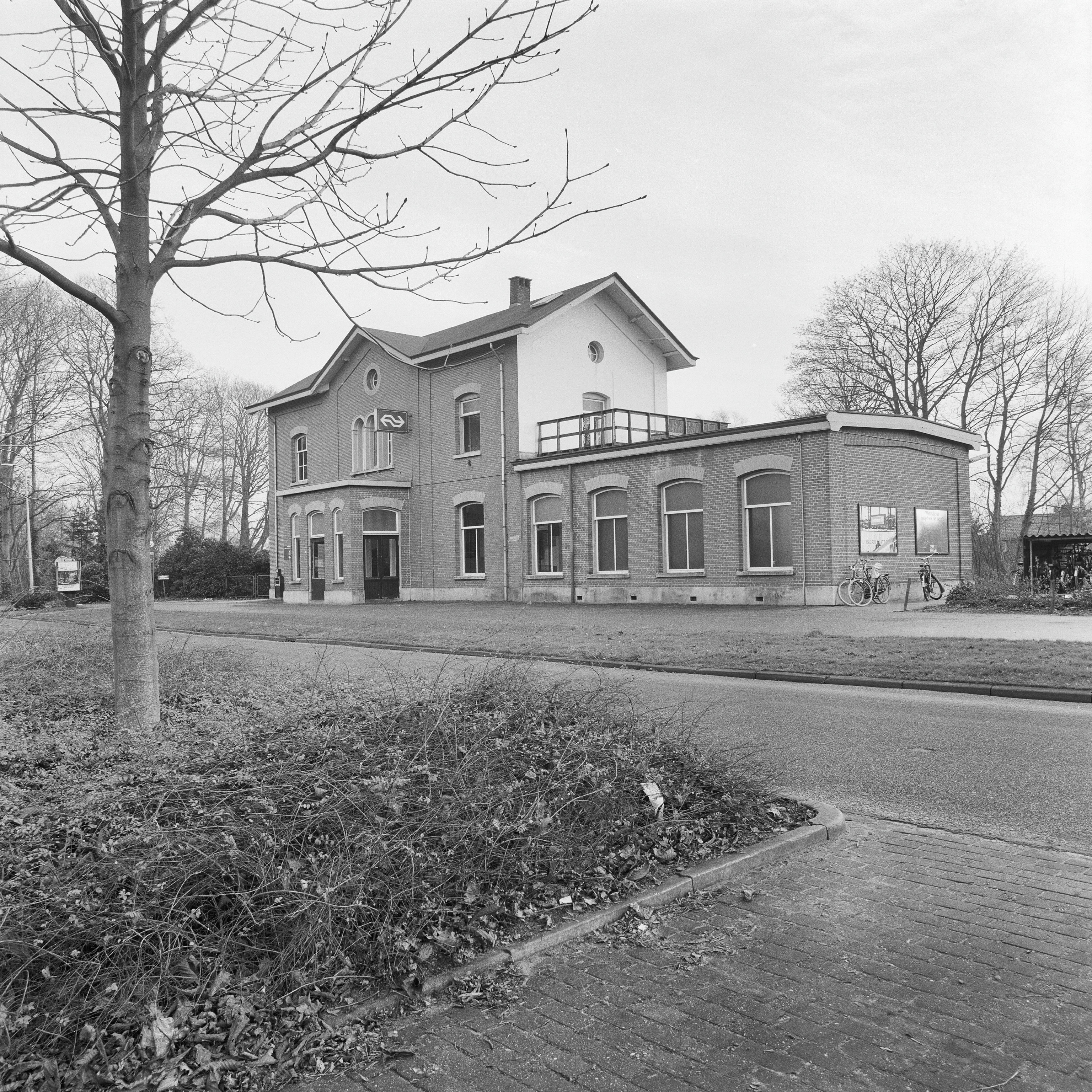
Station Delden straatzijde in 1988
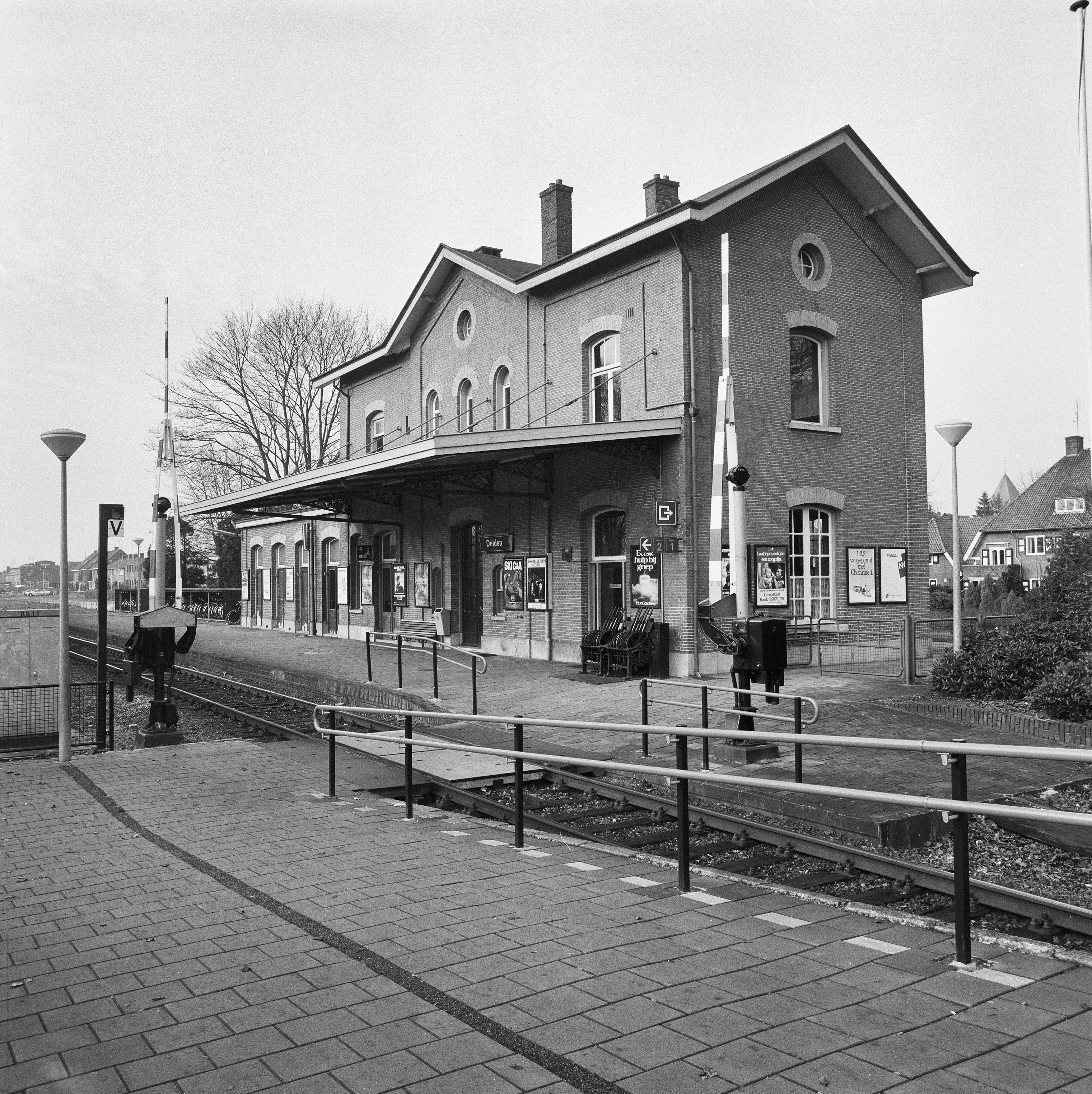
Station Delden perronzijde in 1988
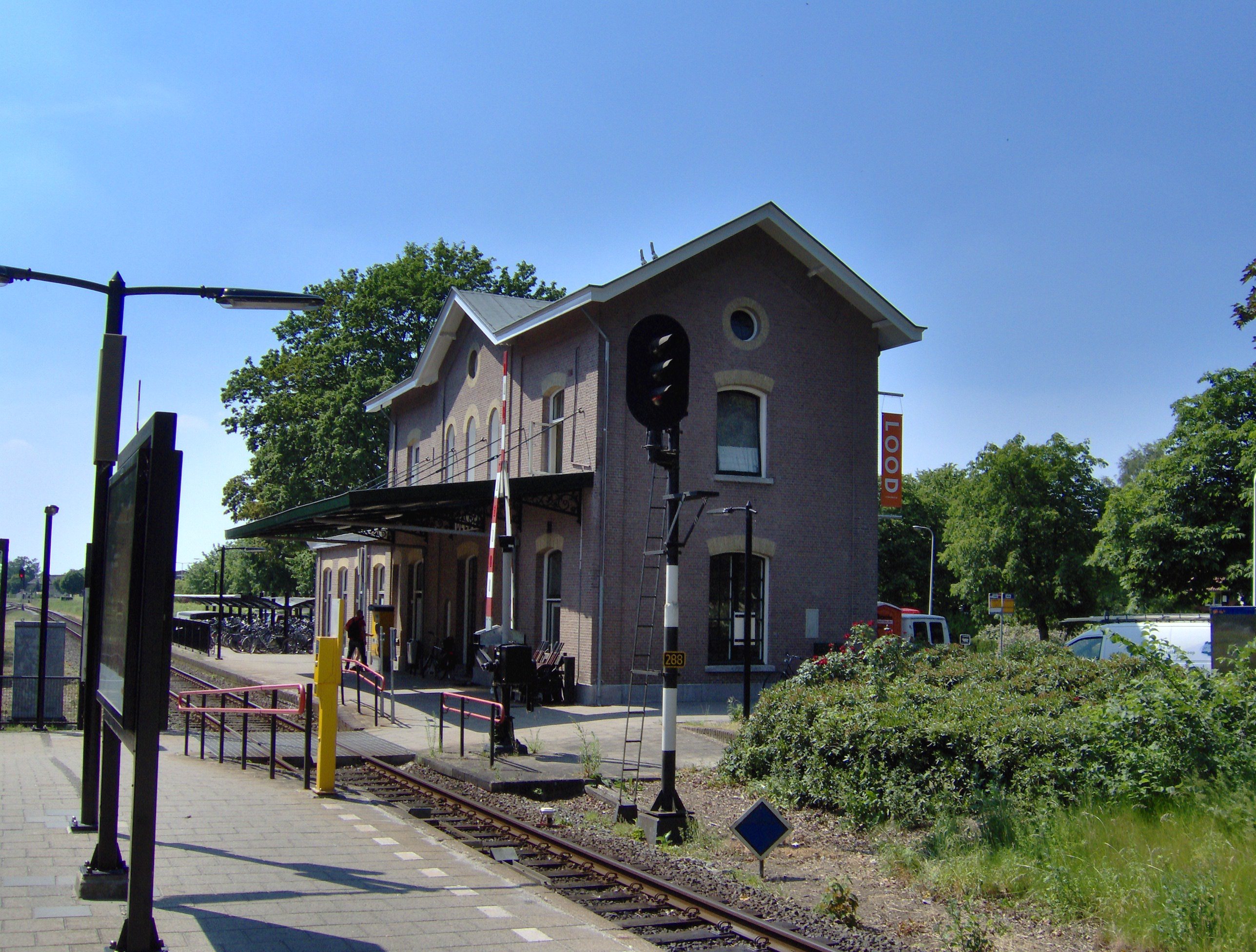
Het stationsgebouw, gezien vanaf het perron
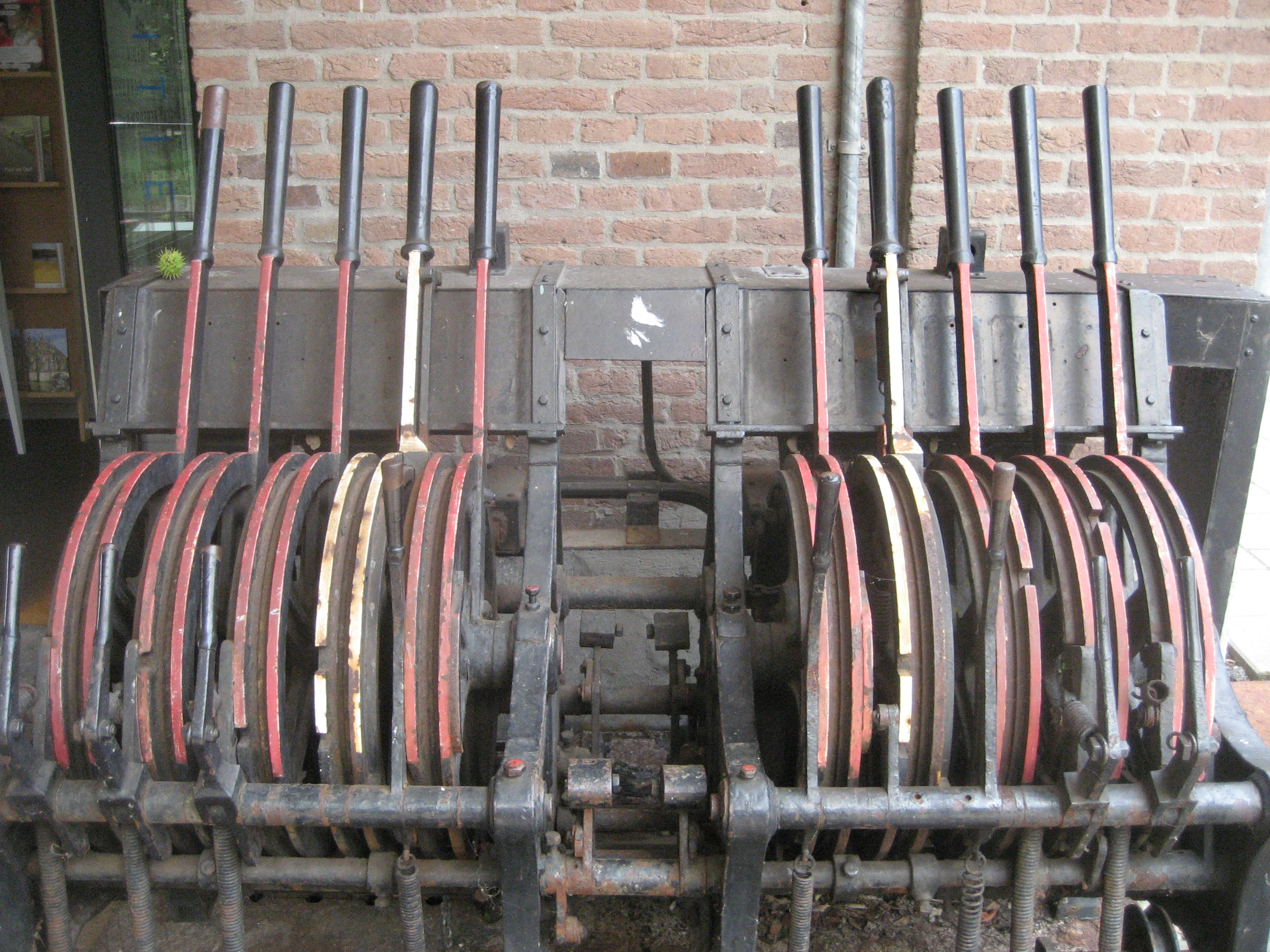
Oude wisselbediening
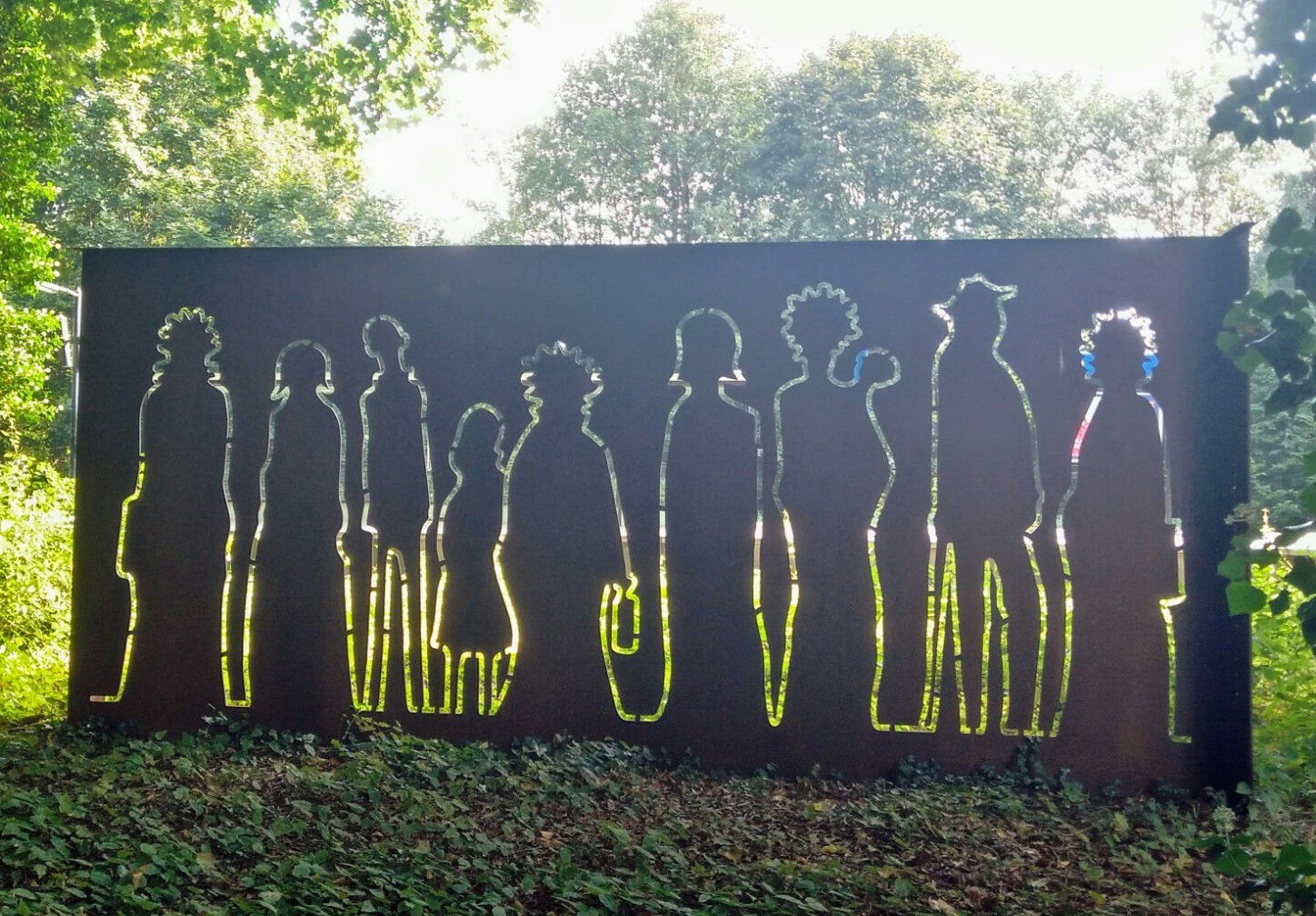
Oorlogsmonument Vertrek op het station
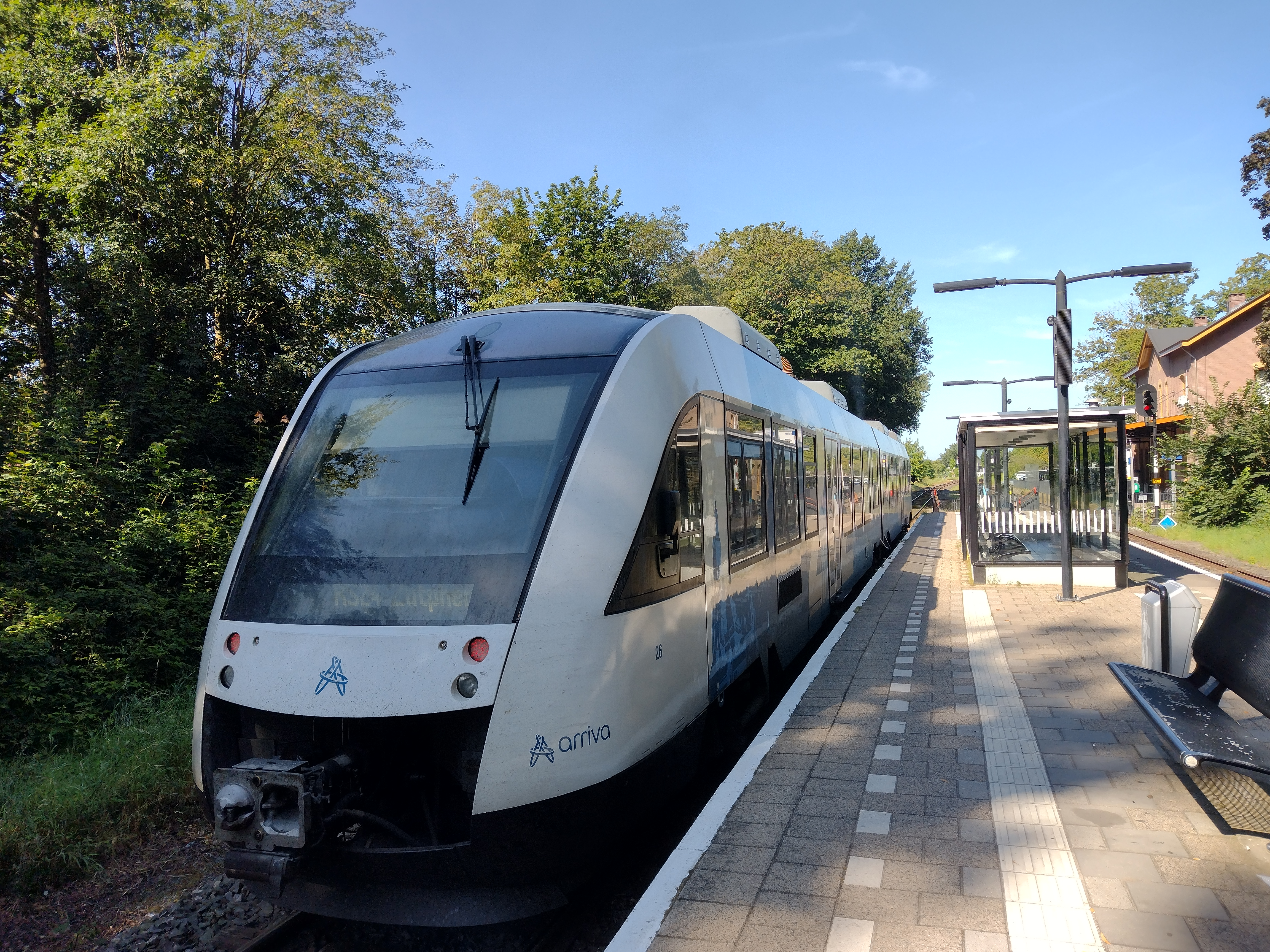
Blauwnet-LINT op het station

0: Zutphen ·
0,5: Nieuwstad ·
3,1: Eefde ·
10,2: Laren-Almen ·
16,9: Lochem ·
24,3: Markelo ·
30,1: Goor ·
34,7: Wiene ·
39,7: Delden ·
43,4: Hengelo Gezondheidspark ·
43,8: Tuindorp-Nijverheid ·
45,6: Hengelo ·
46,4: Hengelo FBK stadion ·
47,4: De Waarbeek ·
49,3: Enschede Kennispark ·
53,2: Enschede ·
53,7: Hengeloschestraat ·
54,2: Oldenzaalschestraat ·
57,9: Enschede De Eschmarke ·
59,4: Glanerbrug
Almelo · 
-De Riet · 
Borne · 
Daarlerveen · 
Dalfsen · 
Delden · 
Deventer · 
-Colmschate · 
Enschede · 
-De Eschmarke · 
-Kennispark · 
Glanerbrug · 
Goor · 
Gramsbergen · 
Hardenberg · 
Heino · 
Hengelo · 
-Gezondheidspark ·
-Oost · 
Holten · 
Kampen · 
-Zuid ·
Mariënberg · 
Nijverdal · 
Oldenzaal ·
Olst · 
Ommen · 
Raalte ·
Rijssen · 
Steenwijk · 
Vriezenveen · 
Vroomshoop · 
Wierden · 
Wijhe · 
Zwolle · 
-Stadshagen
Stations van de Museum Buurtspoorweg:
Haaksbergen · Zoutindustrie · Boekelo

Voormalige stations: zie de lijst van voormalige spoorwegstations in Overijssel